# Bergtatt - Et Eeventyr i 5 Capitler
Bergtatt - Et Eeventyr i 5 Capitler ("Betoverd - een sprookje in 5 hoofdstukken") is het debuutalbum van de Noorse blackmetalband Ulver.
Op dit album geeft Ulver een mix van black metal en folk, toentertijd iets nieuws binnen de black metal, en het album neemt de conventies die andere bands in het genre aanhouden minder strikt. Zo wordt er naast de traditionele blastbeats, krijsende stem en zwaar overstuurde gitaar veel gebruikgemaakt van de akoestische gitaar en zuivere zang. Alle tekst is geschreven in archaïsch Deens, niet in het gebruikelijke Engels of in de moedertaal van de band, het Noors. De akoestische invloeden op het album zijn verder uitgewerkt in de opvolger van het album, Kveldssanger (1996), terwijl het derde album (Nattens Madrigal, 1997) van de band zich totaal stort op black metal met lo-fiproductie.

## Inhoud
1. "Capitel I - I Troldskog Faren Vild" – 7:51
2. "Capitel II - Soelen Gaaer Bag Aase Need" – 6:34
3. "Capitel III - Graablick Blev Hun Vaer" – 7:45
4. "Capitel IV - Een Stemme Locker" – 4:01
5. "Capitel V - Bergtatt - Ind i Fjeldkamrene" – 8:06